# 93e bataillon de tirailleurs sénégalais
Le 93e Bataillon de Tirailleurs Sénégalais (ou 93e BTS) est un bataillon français des troupes coloniales.

## Création et différentes dénominations
- 01/03/1917: Création du 93e Bataillon de Tirailleurs Sénégalais à Biskra
- 30/04/1919: Dissolution

## Chefs de corps
- 01/03/1917: Chef de bataillon Paul Audouy
- 03/01/1918: Capitaine Jean Étienne Duffour
- 19/02/1918: Chef de bataillon Edmond Antoine Goetzmann

## Historique des garnisons, combats et batailles du93eBTS
- Garnison à Fréjus, désigné pour rejoindre l'Armée d'Orient
- 20/03/1917: Le bataillon fourni une compagnie au 94e BTS
- 23/04/1918: Le bataillon reçoit 44 hommes en renfort provenant des 1er et 54e RIC
- 11/08/1917: Embarquement à Marseille
- 22/08/1917: Arrivée à Salonique
- 23/08/1917: Dans la nuit, le train de combat qui rejoignait Salonique à bord du paquebot Parana est torpillé et coulé par sous-marin allemand
- 30/08/1917: Le bataillon rejoint le secteur de la 17e DIC à laquelle il est affecté
- 17/09/1917: La 2e compagnie fait face à un coup de main de l'armée bulgare, sur le saillant Archinard (4 blessés)
- 03/12/1918: Le bataillon reçoit des renforts du 83e BTS

### Sources et bibliographie
Mémoire des Hommes